# Zábiedovo
Zábiedovo és un poble i municipi d'Eslovàquia que es troba a la regió de Žilina, dins el districte de Tvrdošín. El municipi limita a l'est amb el terme de Brezovica, al sud amb el de Habovka, a l’oest i al nord-oest amb el de Tvrdošín i al nord i nord-est amb el de Trstená. Està situat a uns 670 metres sobre el nivell del mar, a la riba del riu Zábiedovčík envoltat d'una zona muntanyosa i forestal anomenada muntanyes Skorušinský. L'any 2017 tenia 858 habitants.

## Història
La primera menció escrita de la vila es remunta al 1567. L'any 1931 finalitza la construcció de l'església del poble, dedicada al sagrat Cor de Jesús.

## Demografia
| Godina             | 1994 | 2004   | 2014   | 2024    |
| ------------------ | ---- | ------ | ------ | ------- |
| Nombre de persones | 743  | 786    | 825    | 978     |
| Diferència         |      | +5,78% | +4,96% | +18,54% |

| Godina             | 2023 | 2024   |
| ------------------ | ---- | ------ |
| Nombre de persones | 952  | 978    |
| Diferència         |      | +2,73% |

## Viles agermanades
- Dobratice, República Txeca[4]